# Antonín Eltschkner

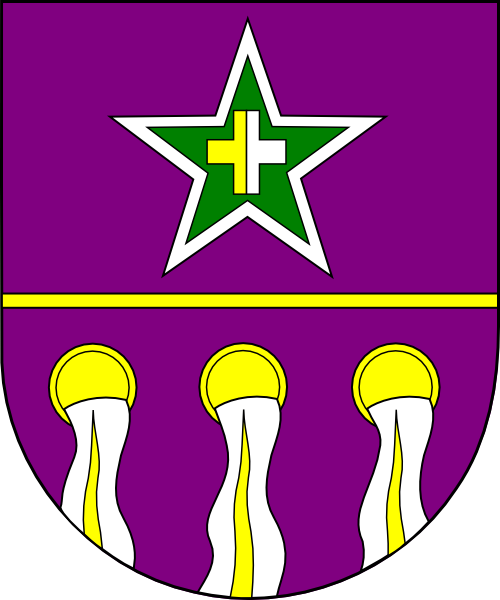
Wappen Antonin Eltschkner, Weihbischof in Prag 1933–1961

Antonin Eltschkner (* 4. Januar 1880 in Polička, Böhmen; † 22. Februar 1961 in Brünn (Brno)) war Bischof der Römisch-katholischen Kirche. 

## Leben
Antonin Eltschkner besuchte die Grundschule seines Heimatorts und anschließend das Gymnasium in Litomyšl (deutsch: Leitomischl). Nach dem Abitur ging er zum Studium nach Rom. Zunächst im Oktober 1890 ins Böhmische Kolleg (Collegium Bohemicum), von dort aus zu Philosophie- und Theologiestudien an die Päpstliche Universität Urbaniana und an die Päpstliche Akademie des hl. Thomas von Aquin. Er promovierte und wurde am 18. März 1905 in Rom zum Priester geweiht. Zurück in der Heimat wurde er in den Klerus von Königgrätz inkardiniert. Als Kaplan und Religionslehrer in Königgrätz wurde er 1926 Professor in Prag und unterrichtete dort Religion und Deutsch. Von 1922 bis 1925 war er Präsident der Liga der katholischen Esperantisten in der Tschechoslowakei. Am 16. September 1926 berief ihn Erzbischof František Kordač in das Prager Metropolitankapitel. 1927 wurde er erster Direktor der "Katholischen Aktion", deren Aufgabe es ist, die katholische Mission in der Welt, das römische Collegium Nepomucenum und den Bau von Kirchen in den Prager Vororten finanziell zu unterstützen. 
Am 10. Februar 1933 wurde er von Papst Pius XI. zum Weihbischof in Prag und gleichzeitig zum Titularbischof von Zephyrium ernannt. Konsekriert wurde er am 19. März 1933 durch den Erzbischof von Prag Karel Boromejský Kašpar. Mitkonsekratoren waren Mořic Pícha, der Bischof von Hradec Králové (deutsch: Königgrätz) und Johannes Nepomuk Remiger, Weihbischof in Prag.
1940 ernannte Papst Pius XII. Antonín Eltschkner zum Bischof von Budweis; dies versuchten die Nationalsozialisten zu verhindern, indem sie den deutschen Prager Weihbischof Johannes Nepomuk Remiger vorschlugen. Dies wurde vom Heiligen Stuhl mit der Begründung abgelehnt, dass die deutschen „Protektoratsherren“ kein Mitspracherecht bei der Bischofsernennung hätten; so blieb der Bischofssitz vakant. Eltschkner nahm aber Weihehandlungen und Firmungen im Bistum Budweis vor. Nachdem das Bistum 1946 in seinen alten Grenzen wieder errichtet worden war, ernannte Rom nicht Eltschkner zum Bischof, sondern den 20 Jahre jüngeren ThDr. und Professor für Pastoraltheologie Josef Hlouch zum neunten Bischof des Bistums Budweis. 
Ausgestattet mit geheimen Vollmachten des Heiligen Stuhls weihte Bischof Eltschkner am 17. September 1949, trotz Verbots der tschechoslowakischen kommunistischen Regierung, Kajetán Matoušek, den ersten Geheimbischof der tschechischen Untergrundkirche.
Seit Mitte der fünfziger Jahre lebte Eltschkner unter ständiger Aufsicht der Staatssicherheit in Brünn und starb dort schwer krank, fast blind mit über achtzig Jahren. Sein Leichnam wurde mit Zustimmung der staatlichen Behörden nach Prag überführt und dort im Friedhof St. Margaretha des Stifts Břevnov im gleichnamigen Prager Stadtteil beigesetzt.

## Wappen
Sein Bischofswappen violett, zweigeteilt, zeigt oben einen grünen fünfzackigen Stern mit gelb-weißem Kreuz, seine Verbundenheit mit den katholischen Esperantisten.